# Madonna (película)
Madonna (en coreano: 마돈나) es una película de misterio y drama escrita y dirigida por Shin Su-won. Se proyectó en la sección Un certain regard del Festival de Cine de Cannes 2015. Kwon So hyun ganó el premio a Mejor Actriz revelación en los 35º Korean Association of Film Critics Awards.

## Sinopsis
Debido a sus deudas, Moon Hye-rim se convierte en auxiliar de enfermería y es asignada a un sector VIP para cuidar de un paciente que ha quedado paralizado por un derrame cerebral, Kim Cheol-oh. Kim, multimillonario magnate y el inversor más importante de un hospital, y cuyo inescrupuloso hijo Sang-woo ha hecho todo todo lo posible para mantenerle con vida a través de una serie de trasplantes de órganos, debido a que Kim le había dicho en su testamento que toda su fortuna sería legada a la beneficencia (poniendo fin al opulento estilo de vida de Sang-woo). Un día una joven embarazada que ha sufrido muerte cerebral debido a un misterioso accidente es llevada al hospital, su nombre es Jang Mi-na. A cambio de una suma de dinero, Hye-rim se compromete a seguir las instrucciones de Sang-woo de encontrar a los parientes más próximos de Mi-na y obligarlos a firmar el formulario de donación de órganos. Como Hye-rim se adentra en el pasado de aquella chica descubre que Mi-na fue acosada desde la infancia por su color de cabello, peso y pobreza, y como adulta había sido abusada sexualmente por un trabajador de fábrica que la convierte en una prostituta llamada Madonna, Hye-rim forma un extraño vínculo con el paciente en coma y está decidida a evitar el trasplante de corazón.

## Elenco
- Seo Young-hee como Moon Hye-rim.[17]
- Kwon So hyun como Jang Mi-na.[18]
- Kim Young-min como Kim Sang-woo.
- Ko Seo-hee como Go Hyeon-joo.
- Yoo Soon-chul como Kim Cheol-oh, el Presidente.
- Shin Woon-sub como el Dr. Han
- Byun Yo-han, como el Dr. Im Hyeok-gyu.
- Lee Myung-haeng como el director del equipo de ventas Park.
- Kim Jo jung como Proxeneta.
- Han Song-hee como Mi-young.
- Lee Sang-hee como Ah-ram.
- Park Hyun-young como Joon-hee.
- Yong Jin-wook como Jong-dae.
- Kim Hyun-sook como abuela.
- Susanna Noh como la maestra Choi.
- Kim Jeong-yeon como Mi-na (joven).
- Park Ji-young el joven Choi.
- Choi Hee-jin como dueño de la Cafetería.